# Straße der Sieger

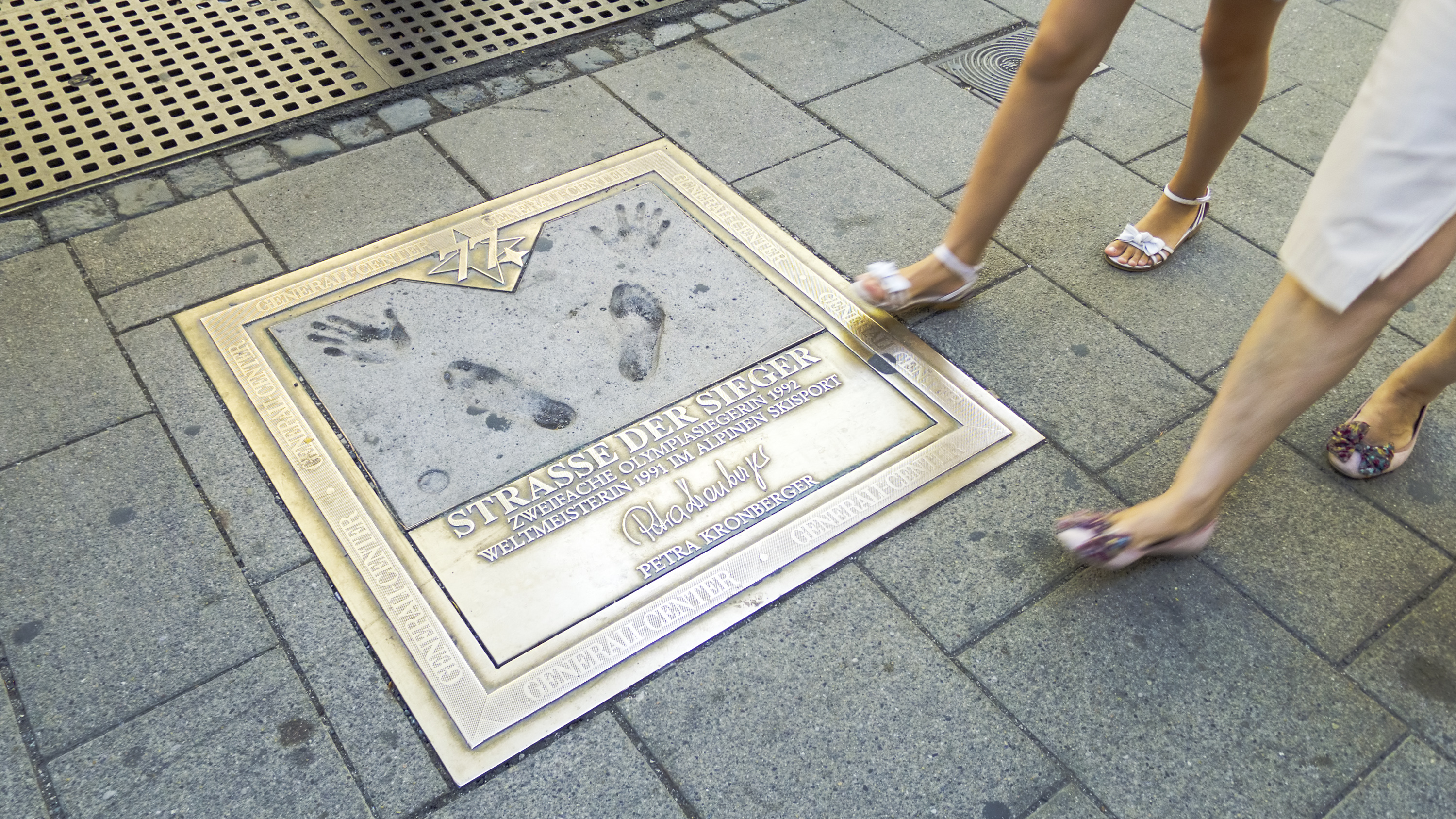
Petra Kronbergers Abdrücke auf der Straße der Sieger

Die Straße der Sieger wurde 1990 ins Leben gerufen und war fast 25 Jahre lang ein Abschnitt der Mariahilfer Straße in Wien, auf dem nach Vorbild des Walk of Fame in Los Angeles Hand- und Fußabdrücke von österreichischen und internationalen Sportlern verlegt waren. Über 170 österreichische und internationale Weltmeister und Olympiasieger hatten sich bereits auf dieser Straße verewigt.
Die Abdrücke befanden sich auf dem südseitigen Gehsteig der inneren Mariahilfer Straße zwischen Gürtel und Zweierlinie. Die Initiative zur Errichtung kam vom Generali Center. Im Zuge der Neugestaltung der Mariahilfer Straße durch die Wiener Stadtregierung 2014 wurden die Platten mit den Abdrücken entfernt und von der Österreichischen Sporthilfe Ende 2017 zu großen Teilen versteigert.
Wenige Monate später rief die Sporthilfe ein neues Projekt gleichen Namens ins Leben. Auf der Sporthilfe-Gala 2018 wurden – erstmals im neuen Erscheinungsbild – die Abdrücke der beiden erfolgreichen Wintersportler Marcel Hirscher (Ski Alpin) und Anna Gasser (Snowboard) verewigt. Mit dem mehrfachen Formel-1-Weltmeister Lewis Hamilton sowie Andreas Prommegger (Snowboard) und den Skiläufern Felix Neureuther und Claudia Lösch folgten 2019 weitere Abdrücke. Außerdem wurden im Rahmen der Sporthilfe-Gala 2020 die Hand- und Fußabdrücke des Tennisspielers Dominic Thiem in Beton verewigt. 2021 folgte – ebenfalls bei der Sporthilfe-Gala – die Verewigung von Ex-Skifahrer Aksel Lund Svindal und wenig später noch jene von Ski-Legende Hermann Maier. Ab 2022 sollen die Abdrücke unter dem Namen DIE STRASSE DER SIEGER an Unternehmen bzw. „qualifizierte Ausstellungspartner“ in verschiedenen österreichischen Bundesländern verteilt werden.

## Einzelnachweise

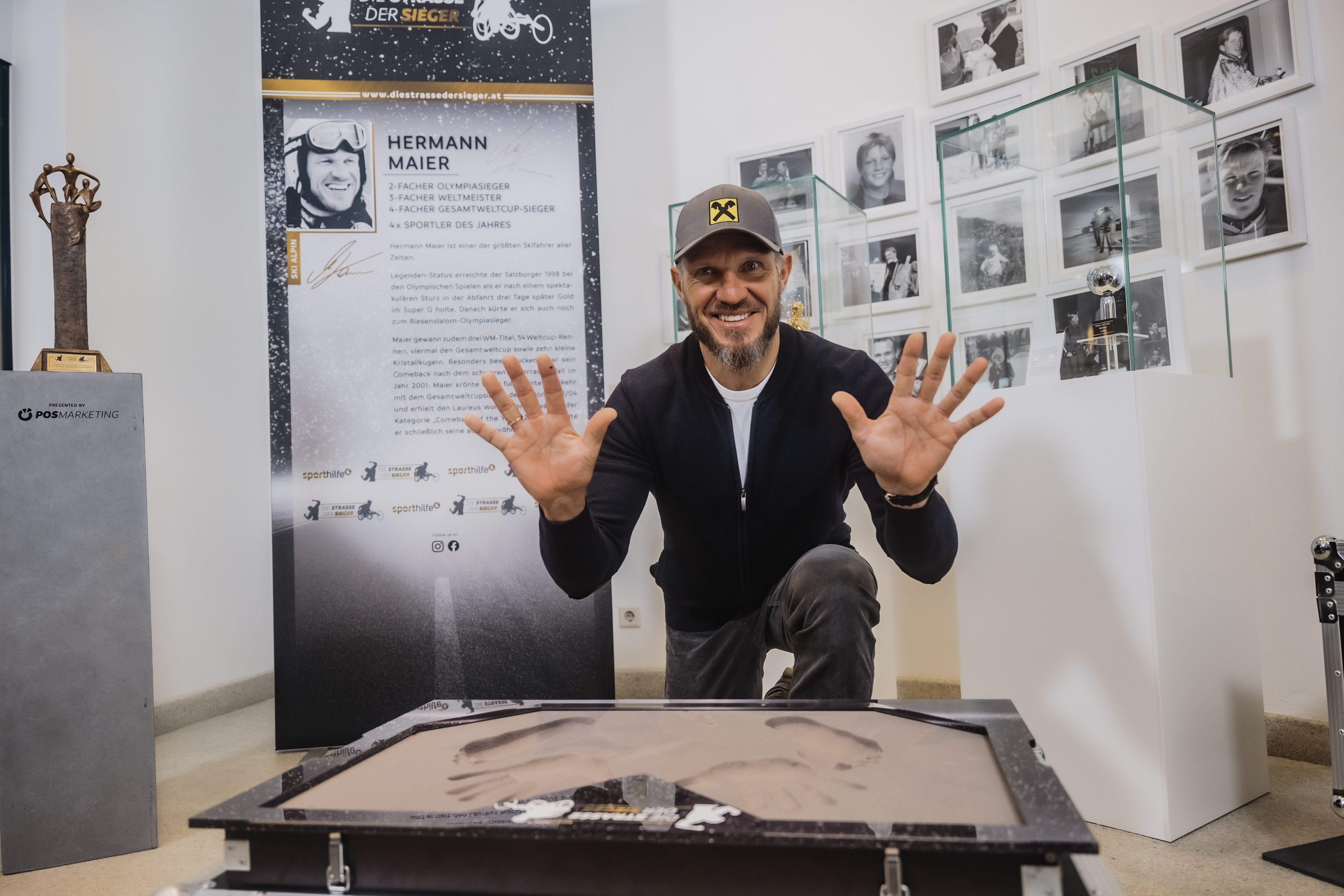
Ski-Legende Hermann Maier beim Abdruck für DIE STRASSE DER SIEGER im November 2021.

## Auswahl geehrter Personen, deren Abdrücke auf der Mariahilfer Straße verlegt waren

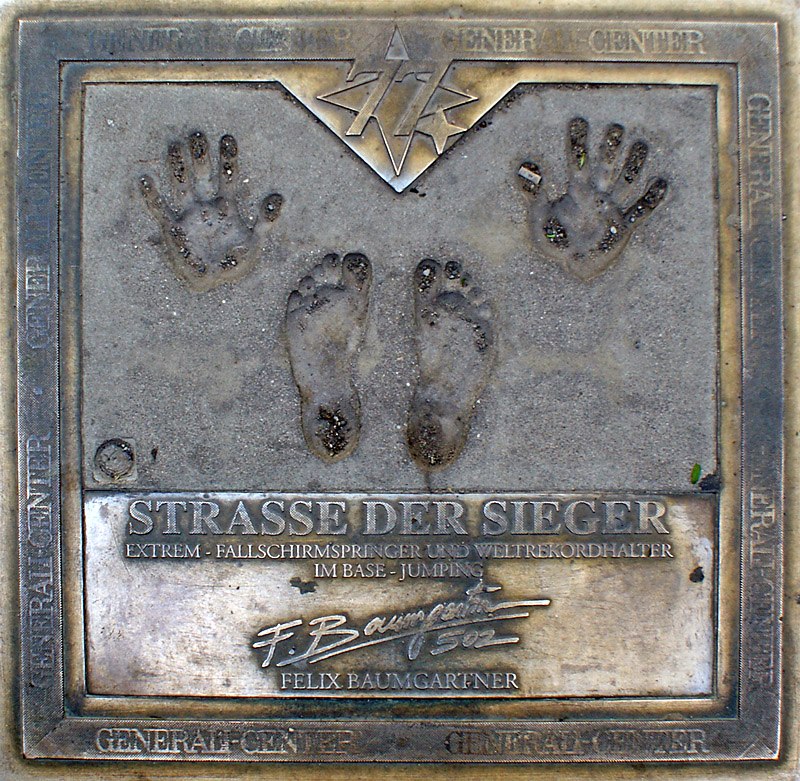
Felix Baumgartners Abdrücke auf der Straße der Sieger

- Felix Baumgartner
- Oliver Bierhoff[7]
- Markus Brier[8]
- Anna Fenninger[9]
- Thomas Geierspichler[10]
- Rudolf Hajek
- Benjamin Karl[9]
- Petra Kronberger
- Helmut Marko[11]
- Tina Maze[12]
- Jürgen Melzer[13]
- Andrea Scherney[10]
- Gregor Schlierenzauer[10]
- Sebastian Vettel[11]
- Lindsey Vonn[14]
- Gerda Winklbauer
- Petra Wlezcek